# 로테르담 낙농선언
로테르담 낙농선언(영어: The Dairy Declaration of Rotterdam)은 2016년 10월 19일 FAO와 IDF가 UN의 지속가능한 발전목표(SDGs) 달성을 위한 지속가능한 낙농산업 발전을 위해 네덜란드 로테르담에서 한 “지속가능 낙농선언”을 말한다. 이 선언은 낙농산업이 환경에 미치는 영향을 최소화하면서 미래세대에 고품질의 영양을 지속적으로 공급하겠다는 세계 낙농 및 유업계의 책임과 의무를 담고 있다. 이후 2017년 4월부터 2019년 11월까지 전 세계 25개국이 이 선언에 대해  지지서명을 하고 있다. 대한민국은 2017년 9월 지지서명을 한 바 있다.

## 로테르담 낙농 선언문

### 지속가능성 직면과제를 수용하는 낙농사회
우리는 세계 십 억명의 낙농사회 관계자들을 대표하여 지속가능한 낙농산업 발전을 통해 인류에게 계속해서 도움을 줄 수 있도록 로테르담에서 개최되는 세계낙농연차총회에 모였다.
우리는 다음의 사항을 인지하고 있다.
- UN의 2030년 지속가능한 발전 목표는 대단히 중요한 체계로 사회적, 환경적, 경제적 및 건강적 측면에서 지속가능한 발전을 이룰 수 있도록 안내
- 낙농산업은 식량안전보장 및 빈곤 감소뿐만 아니라 가족목장, 소규모 목장 및 목축민의 삶의 질 향상에 있어 중요한 역할 수행
- 지속가능한 발전을 위한 막대한 낙농산업의 노력
- 균형 잡힌 영양이 풍부한 건강 식단을 위한 유제품의 필수 역할
- 국가의 경제, 수입, 고용 및 삶 개선을 위한 낙농산업의 역할
- 생태계 관리, 환경의 질적 저하 및 기후변화 등에 있어 낙농산업의 역할을 인지하고 생물 다양성 지지
- 낙농생산체계, 문맥 및 우선사항의 다양성 인식
- 모든 산업관계자간의 열린 대화 및 협력 지속 필요

이에 우리는 다음과 같은 사항을 이행할 것이다.
- 사회적, 경제적, 건강적 및 환경적 측면을 고려하여 낙농 체계의 지속가능성을 증진시키기 위한 통합적 방법 착수
- 가족목장, 소규모 목장 및 목축민의 요구사항에 주의
- 지속가능한 업무 선별 및 적용을 위한 도구 및 지침 개발, 보급
- 지속가능한 업무 지원을 위한 역략 강화 및 업무 환경 제공
- 지속가능성 결과에 대한 평가 및 보고
- 지속적인 개선을 위한 여러 산업관계자간 대화 강화